# Трофей Моріса Подолоффа
Трофей Моріса Подолоффа (англ. Maurice Podoloff Trophy) — щорічна нагорода Національної баскетбольної асоціації (НБА), яка вручається, починаючи з сезону 2022–2023, команді з найкращим загальним результатом наприкінці регулярного сезону. Нагорода названа на честь Моріса Подолоффа, який був першим комісаром (тоді президентом) НБА з 1946 по 1963 рік.
До 2021 року Трофей Моріса Подолоффа вручався найціннішому гравцеві регулярного сезону НБА. Однак у 2022 році це змінилося, коли НБА перейменувала трофей на честь Майкла Джордана, і було представлено новий Трофей Подолоффа, щоб нагороджувати команду за найкращий загальний результат наприкінці регулярного сезону НБА.

## Виноски
1. ↑  Офіційною назвою посади була "Президент НБА" до 1967 року, доки її не змінили на "Комісар НБА".[1]